# Кулешовка (Козельский район)
Кулешовка — деревня в Козельском районе Калужской области. Входит в состав Сельского поселения «Деревня Каменка».
Расположено примерно в 7 км к северо-западу от деревни Каменка.

## Население
На 2010 год население составляло 0 человек.